# سعادت أباد (بابويي)
سعادت أباد (بالفارسية: سعادت‌آباد) هي قرية تقع في إيران في قسم بابويي الريفي. يقدر عدد سكانها بـ 265 نسمة .